# خورخي أرافينا (لاعب كرة قدم)
خورخي أرافينا (بالإسبانية: Jorge Aravena)‏ هو مدرب كرة قدم ولاعب كرة قدم تشيلي في مركز الهجوم، ولد في 22 أبريل 1958 في سانتياغو في تشيلي. شارك مع منتخب تشيلي لكرة القدم. أما مع النوادي، فقد لعب مع أوداكس إيتاليانو وجمعية بورتوغيزا الرياضية وديبورتيس نافال وديبورتيفو كالي وريال بلد الوليد ونادي أونيفرسيداد كاتوليكا ونادي بويبلا ويونيون إسبانيولا.

## وصلات خارجية
- خورخي أرافينا على موقع الاتحاد الدولي (مؤرشف)  (الإنجليزية)
- خورخي أرافينا على موقع قاعدة بيانات كرة القدم.إي يو (الإنجليزية)
- خورخي أرافينا على موقع ناشيونال فوتبول تيمز (الإنجليزية)
- خورخي أرافينا على موقع عالم كرة القدم.نت (الإنجليزية)